# عمر التومي الشيباني
عمر التومي الشيباني أكاديمي ليبي، ومؤسس جامعة طرابلس ولد في مدينة مصراتة (5 نوفمبر 1927)

## جامعة جورج واشنطن في الولايات المتحدة
ذهب في بعثة دراسية إلى الولايات المتحدة الأمريكية حيث التحق بجامعة جورج واشنطن، فأتقن بها اللغة الإنجليزية حيث كان قد درس مبادئها بمصر كما تقدم وتحصل منها على شهادة الماجستير بدرجة امتياز مع مرتبة الشرف في التربية والتعليم في ليبيا سنة 1959م. ثم تحصل على شهادة الدكتوراة الدولة بدرجة ممتاز مع درجة الشرف الأولى كذلك في التربية وعلم النفس سنة 1962م.

## اختتام دراسته وعودته للعمل في ليبيا
ثم عاد إلى أرض الوطن ليصبح عضوا في هيئة التدريس بكلية الآداب ببنغازي، ثم أنتقل إلى كلية المعلمين بطرابلس حيث عمل وكيلا لها سنة 1965. ثم كلف في سنة 1967م بوظيفة أمين لمجلس التعليم الأعلى بوزارة التعليم والتربية. وبعد فترة وجيزة عين مديرا عاما لرعاية الشباب ثم وكيلا مساعدا بوزارة الشباب، وألف كتابا كبيرا لهذا الغرض سنة 1968م. وفي آخر سنة 1969م عين رئيسا للجامعة الليبية حيث افتتح بها العديد من الكليات الجديدة والأقسام المتخصصة، والفروع المنتشرة التابعة لها في معظم المحافظات المترامية في البلاد.

## نشاطاته الفكرية والثقافية
كما أنه شارك بعمله في أكثر من خمسين مؤتمرا وندوة في ليبيا، ويوغسلافيا، وتنزانيا، وفرنسا، وتونس، والجزائر، والمغرب، والأردن، ومصر، والسودان، والسعودية، ولبنان، والهند، وأسبانيا، والكويت، والإمارات، وغيرها. كما أسهم في العديد من الحركات العلمية والفكرية في ليبيا والوطن العربي من خلال عضويته للكثير من المؤسسات، والبرامج، والمجالس واللجان العلمية منها:
جمعية الفكر بطرابلس.
المجلس الاستشاري لمعهد البحوث والدراسات العربية التابع لمنظمة التربية والثقافة والعلوم بالقاهرة.
اللجنة الوطنية الإعادة النظر في بنية التعليم بالجماهيرية.
اختير عضوا بلجنة التعليم والعلوم والثقافة والاعلام الخاصة بالوحدة الاندامجية بين مصر وليبيا.
مجلس إدارة المركز العربي لبحوث التعليم العالي.
أشرف على العديد من رسائل الماجستير والدكتوراه.

## أهم مؤلفاته
لقد قام عمر بتأليف العشرات من الكتب العلمية الأكاديمية المرجعية، والعديد من البحوث في العلوم التربوية والنفسية والاجتماعية المتخصصة القيمة، تجاوزت الأربعين كتابا.
بعض مؤلفاته:
- آراء في الإصلاح التربوي، طرابلس: المطبعة الحكومية (1966)[2]

- مناهج البحث العلمي، طرابلس: المنشأة الشعبية للنشر والتوزيع والإعلان (1971)

- الأسس النفسية والتربوية لرعاية الشباب، بيروت: دار الثقافة (1973)[3]

- فلسفة التربية الإسلامية، طرابلس: المنشأة العامة للنشر والتوزيع والإعلان (1978)

- تطور النظريات والأفكار التربوية، طرابلس: الدار العربية للكتاب، (1982)[4]

- التربية وتنمية الذات القومية، طرابلس: المنشأة الشعبية للنشر والتوزيع والإعلان (1982)

- ديمقراطية التعليم في الوطن العربي، طرابلس:المنشأة العامة للنشر (1986)[5]